# Merga reesi
Merga reesi är en nässeldjursart som beskrevs av Russell 1956. Merga reesi ingår i släktet Merga och familjen Pandeidae. Inga underarter finns listade i Catalogue of Life.